# 日米通信社
株式会社日米通信社（かぶしきがいしゃにちべいつうしんしゃ）は、かつて存在した出版社・音響制作会社。日本音声製作者連盟に加盟していた。
かつては、東京都千代田区有楽町の毎日新聞社新館内に本社があった。
1970年代には東北新社の協力を経て、ワーナー・ブラザース作品など外画の日本語吹き替え制作も行っていた。トランスグローバルと同様、会社自体は存在しているが、現在日米通信社による主な吹き替え制作作品は現存している。

## 沿革
ワシントン会議やジェノア世界経済会議など多くの国際会議を取材した国際畑記者で、毎日新聞社の編集総長や代表取締役を務めた高田元三郎が第二次世界大戦敗戦後に毎日新聞社を退社後、UP通信社極東総支配人だったマイルス・ボーンに、新聞雑誌や必要な資料や情報を得ることができないかと相談した。
この高田の国際情報収集に関わる考えの背景は、日本が戦争を起こしたこと自体が、国の国際認識に欠けていたことを考えれば、国際知識や理解を得る必要があるにもかかわらず、外国通信社のニュース供給は新聞が受けられても、外国との交流は自由にできず、戦前に官庁や会社、個人が自由に得ていた新聞雑誌、資料の入手を禁じられ、国際情勢の認識も十分に得られず、半鎖国状態に状況下だったことによる。ボーンはダグラス・マッカーサー連合国軍最高司令官が第二次世界大戦中に率いた司令部に従軍して、日本、太平洋及びアジア方面のUP通信の従軍記者を指揮、マッカーサーがオーストラリアから日本に進攻してくる間も日夜苦楽を共にした非常に親しい関係であった。
ニューヨークのUP本社も高田の考えに賛同し、全面的協力のもと、UPの特稿通信、経済通信や科学通信、ボーンの入手する新聞や雑誌を供給してもらう約束ができたことから、高田の毎日新聞退職金を元に、旧制一高時代の親友である佐々部晩穂らの出資も受け、毎日新聞新館の二室を借りて、1946年3月に有限会社日米通信社を発足させた。
高田の他に、毎日新聞OBの下田将美、桑原忠夫、電通から満鉄東亜経済調査局へ転じていた浜野末太郎らが参加した。
『日刊日米通信』が好調に発展したため、『日米ウィークリー』『日米科学通信』を創刊、美術評論家の瀧口修造、『パリ文学散歩』の村松嘉津、国際評論の長野敏夫などの著名人も参画、世界経済の動向を中心とした「日米懇話会」を東京、大阪、名古屋などで開催すると財界から歓迎された。

### 設立趣旨書
「日本の現状と将来は、国際情勢によって左右されることが甚大である。殊に占領管理の実態に当たる米国の意図によって、直接間接の影響を受ける。復興も再建も自助の努力と共に、結局連合国、殊に米国の援助に待たねばならぬ。この意味で、すべての指導階級の人が国際情勢を十分に知り、殊に米国の情勢動向を認知することが刻下の急務である。
然るに新聞の紙幅は局限されて、これを十分に知ることができない。ここにおいてマッカーサー司令部の好意的諒解の下に、日米通信社を設立し、世界的大通信社たる合同通信社（U・P）の全幅的協力を得て、米国から新聞雑誌その他の出版物及び資料を入手し、再建日本の指針となり、各事業界の指導者にとって、不可欠の参考資料となるべき政治、経済、労働、社会、文化等各般の情報資料を、わが社のもつ優秀な翻訳陣によって、責任ある翻訳および解説をなし、さらに毎日新聞社の好意ある協力の下に、これを印刷して、日刊「日米通信」の形で購読会員に領分する。」

## 主な書籍
- ナンシィ（英語版）（1948年）
- 河上清『米ソ戰わば? = Next war? : 祖國日本に訴う』1949年
- 長永義正『新しい株式記事の読み方』1949年
- 『驚異の野球王國 : アメリカ野球の全貌』1949年
- 『第三次戦の様相：日本に中立なし』 長永義正 編輯、1950年
- 長永義正編、日米通信社編纂『世紀のアメリカ』、山田米吉、資料提供 總指令部民間情報教育部、1950年
- 外務省監修、日米通信社編『新生日本外交百年史』、山田米吉、1953年
- 日米通信社編『日本外交百年小史』、山田書房、1954年3月
- 日米通信社編『平和の象徴国連』、読売新聞社出版局、1951年
- 日本の伝統的工芸産業 写真記録（1980年）
- 日本の交通と物流／生活と産業を支える基盤（1981年）

### 雑誌
- 日米ウィークリイ（1940年代後半～1950年代）
- 月刊「世界報告」（1948年）
- 週刊日米科学通信→日米科学文化通信（1940年代後半～1950年代）
- NKコピーサービス→日米コピーサービス（1967年～1986年）

## 主な吹き替え制作作品
- 荒鷲の翼
- 駅馬車 ※NETテレビ版
- エデンの東 ※テレビ朝日版
- オデッサ・ファイル
- オスロ国際空港/ダブル・ハイジャック
- 俺たちに明日はない
- ガラスの動物園
- 殺し屋ハリー/華麗なる挑戦
- ザ・ディープ ※テレビ朝日版
- ストリートファイター
- ダーティハリー ※テレビ朝日版
- ダーティハリー3
- タイタンの戦い
- 大列車強盗
- 脱出 ※テレビ朝日版
- チザム
- トム・ホーン
- ネモ船長と海底都市 ※東京12ch版
- 北極の基地/潜航大作戦 ※テレビ朝日版
- マックQ
- ミクロの決死圏 ※テレビ朝日旧版
- ミスタア・ロバーツ ※NETテレビ版
- 燃えよドラゴン ※テレビ朝日版
- リオ・ブラボー ※NETテレビ新版
- ワーロック
- 11人のカウボーイ

## 録音スタジオ
- アートセンタースタジオ

## 関連人物
- 春日正伸
- 山田太平
- PAG
- 日曜洋画劇場
- 東北新社
- ブロードメディア